# Foncteur dominant
 (mars 2025).
En théorie des catégories, une branche abstraite des mathématiques, un foncteur dominant est un foncteur {\displaystyle F\colon C\to D} tel que chaque objet de {\displaystyle D} soit une rétraction d'un objet de la forme {\displaystyle F(X)}, où {\displaystyle X} est un objet de {\displaystyle C}.